# Allan Bloom
Allan Bloom (Indianápolis, 14 de septiembre de 1930-Chicago, 7 de octubre de 1992) fue un filósofo estadounidense. Se doctoró en la Universidad de Chicago en 1955 y cursó el postdoctorado en la Universidad de Heidelberg (Alemania). Discípulo de Leo Strauss, fue profesor en las universidades de Yale, Cornell, Toronto, Tel Aviv y París.
Consiguió una gran fama por su obra The Closing of the American Mind (1987). En ella hace una dura crítica de la cultura y la sociedad norteamericanas, especialmente de la vida y educación universitaria.

## Obras
- Bloom, Allan (2008). Closing of the American Mind (en inglés). Simon and Schuster. ISBN 9781439126264.[3][4][5]
- Bloom, Allan; Jaffa, Harry V. (1981). Shakespeare's Politics (en inglés). University of Chicago Press. ISBN 9780226060415.[6]
- Bloom, Allan (2000). Shakespeare on Love and Friendship (en inglés). University of Chicago Press. ISBN 9780226060453.
- Rousseau, Jean-Jacques; Bloom, Allan David; Butterworth, Charles E.; Kelly, Christopher; Alembert, Jean Le Rond d' (2004). Letter to D'Alembert and Writings for the Theater (en inglés). UPNE. ISBN 9781584653530.[7]
- Plato; Bloom, Allan David (1991). The Republic of Plato (en inglés). Basic Books. ISBN 0465069347. Archivado desde el original el 9 de noviembre de 2016. Consultado el 9 de noviembre de 2016.[8]
- Bloom, Allan David (1983). Marriage and Morals: The Modern Predicament (en inglés). Loyola University of Chicago.
- Bloom, Allan David (1993). Love and Friendship (en inglés). Simon & Schuster. ISBN 9780671673369.[9][10]
- Bloom, Allan David; Kautz, Steven J. (1990). Confronting the Constitution: The Challenge to Locke, Montesquieu, Jefferson, and the Federalists from Utilitarianism, Historicism, Marxism, Freudianism, Pragmatism, Existentialism... (en inglés). AEI Press. ISBN 9780844737003.
- Bloom, Allan David (1991). Giants and Dwarfs: Essays 1960-1990 (en inglés). Simon & Schuster. ISBN 9780671747268.[11]
- Bloom, Allan (1996). Amor y amistad. Andres Bello. ISBN 9789561313910.
- Bloom, Allan (1999). Gigantes y enanos: la tradición ética y política de Sócrates a John Rawls. GEDISA. ISBN 978-84-7432-766-3.